# Иванът
Иванът е българска рок група. Името е посветено на историята за Иванът. Групата е сформирана от Христо Караславов, вокал. Негова е и заслугата за повечето текстове. Последният им издаден албум е Нахранване на животното записан през юни 2003 и ноември 2004 година в Студио „Сити“. Албумът съдържа 10 песни.

## Членове
- Христо Караславов – вокал
- Радоил „Радо“ Генчев – китари и вокал
- Тодор „Тошето“ Спасов – бас
- Йордан „Данчо“ Стоянов – тарамбука
- Йордан „Дани“ Рибаров – клавиши